# Chloridolum batchianum
Chloridolum batchianum är en skalbaggsart som beskrevs av Thomson 1865. Chloridolum batchianum ingår i släktet Chloridolum och familjen långhorningar. Inga underarter finns listade i Catalogue of Life.